# アンキター・ローカンデー
アンキター・ローカンデー（Ankita Lokhande、1984年12月19日 – ）は、インドの女優。テレビシリーズを中心に活動しており、代表作には『Pavitra Rishta』『Jhalak Dikhhla Jaa4』がある。インドで最も出演料が高額なテレビ女優の一人に挙げられている。

## 人物
マディヤ・プラデーシュ州インドール出身で、父シャシカーント・ローカンデーは銀行員、母ヴァンダナ・パンディス・ローカンデーは教師として働いていた。アンキターは長女であり、弟スーラージと妹ジョーティがいる。2005年に大学を卒業した後、女優を志してムンバイに移住した。
2010年からスシャント・シン・ラージプートと交際していたが、2016年に破局が報じられた。2019年に実業家ヴィッキー・ジャインとの交際を公表した。

## キャリア
2006年にタレント発掘番組『Idea Zee Cinestars』に出演してキャリアをスタートさせる。2009年にエクター・カプールがプロデュースしたメロドラマシリーズ『Pavitra Rishta』に主要キャストとして出演する。同作では2014年に放送が終了するまでの間、アルチャナとアンキターの2役を演じている。2011年にはリアリティー番組『Jhalak Dikhhla Jaa4』『Comedy Circus』に出演した。2013年にはエクター・カプールがプロデュースした『Ek Thi Daayan』のプロモーション・ミニシリーズ『Ek Thhi Naayka』に出演している。
2016年にサンジャイ・リーラー・バンサーリーの『パドマーワト 女神の誕生』への出演が報じられものの、アンキターは映画デビューには時期尚早と考えていたため出演を辞退している。2017年にはギリシュ・マリクの『Torbaaz』への出演契約を結んだと報じられた。しかし、マリクは報道を否定しており、この時点で主演のサンジャイ・ダット以外のキャストと出演契約を結んだ事実はなく出演交渉もしていないと語っている。2019年にクリシュの『マニカルニカ ジャーンシーの女王』で映画デビューした 。2020年にはアフメド・カーンの『シャウト・アウト』でタイガー・シュロフ、シュラッダー・カプールと共演する。

## フィルモグラフィー

### 映画
- マニカルニカ ジャーンシーの女王（2019年）
- シャウト・アウト（英語版）（2020年）

### テレビ番組
- Pavitra Rishta（2009年-2014年）
- Jhalak Dikhhla Jaa4（2011年）
- Comedy Circus（2011年）
- Ek Thhi Naayka（2013年）
- Shakti - Astitva Ke Ehsaas Ki（2018年）
- Bigg Boss13（2019年）